# IPad mini (第2世代)
iPad mini（アイパッド ミニ）、またはiPad mini Retinaディスプレイモデル（アイパッド ミニ レティナ-）とは、Appleによって開発及び販売されていたタブレット型コンピュータである。
2014年10月16日に発表された後継機種iPad mini 3の発表後はiPad mini 2（アイパッド ミニ ツー）と表記が変更された。2019年6月4日(日本時間)に行われたWWDC2019で発表となったiPadOSには対象外となった。よってiPad Air (第1世代)と共にiOS 12系が最終サポートとなる。

## 概要
2013年10月22日に開催された特別イベントにおいて、iPad Air (第1世代)と同時に発表された。Retinaディスプレイに対応し、SoCはiPad Air (第1世代)やiPhone 5sと同じApple A7とコプロセッサとして「Apple M7」が搭載され、CPU が最大4倍、GPU が最大8倍高速化した。iPad Air (第1世代)とは異なり、第2世代のiPad miniについては発売日が「11月中」としか明示されていなかったが、後に米国現地時間11月12日、日本を含む7カ国・地域で発売されることが公式発表された。ただし、中国発売分はWi-Fiモデルのみとされている。
Wi-Fi+Cellularモデルに関しては、当初は従来通りソフトバンクモバイルとauのみの取り扱いだったが、iPad Air (第1世代)と同様に2014年6月からNTTドコモでの取り扱いが決定した。
後継機種iPad mini 3の発表後も継続販売されるが、名称がiPad mini 2に変更となった。また、ストレージ容量が16/32GBの2種類のみに整理された。
iPad mini 4が発売され、iPad mini 3が終売した2015年9月に価格が引き下げられている。
2017年3月21日、販売を終了した。
iPadシリーズでは当モデルのみ、アルミ削り出しのホームボタンが採用されている。そのため、ホームボタンが本体からごく僅かに突き出たものとなっている。

## iPadモデルの変遷
（横スクロールできる画像です）